# Щербаки (Білоцерківський район)
Щербаки́ —  село в Україні, в Білоцерківському районі Київської області. Входить до складу Маловільшанської сільської громади. Населення становить 369 осіб.